# Irma (Sängerin)
Irma (bürgerlich Irma Pany, * 15. Juli 1988 in Douala, Kamerun) ist eine in Frankreich lebende kamerunische Sängerin und Songschreiberin.

## Leben und Werk
Irma stammt aus einer musikalischen Familie. Ihr Vater ist Gitarrist und ihre Mutter sang im Kirchenchor. Auch Irma trat als Kind auf kirchlichen Messen auf. Mit 15 ging sie auf ein Gymnasium in Paris um ihre Schulbildung zu verbessern. Von 2008 bis 2013 absolvierte sie ein Master-Studium an der Wirtschaftshochschule ESCP Europe. 2007 stellte  sie bei YouTube ihre ersten Videos ein, in denen sie selbstgeschriebene Songs aber auch Coverversionen, darunter I Want You Back von den Jackson 5 oder New Soul von Yael Naim, interpretierte. 2008 wurde Michael Goldman, Sohn des französischen Musikers Jean-Jacques Goldman und 2007 Mitbegründer des Labels My Major Company auf sie aufmerksam. Irma erhielt einen Plattenvertrag bei My Major Company und veröffentlichte im Februar 2011 ihr Debütalbum Letter to the Lord in Frankreich, wo es  Platz 6 der Albumcharts erreichte. In der Schweiz debütierte sie auf Platz 46 und in Wallonien auf Platz 18. Die erste Single-Auskopplung I Know erreichte Platz 42 in der Schweiz, Platz 2 in Frankreich und Platz 7 in Wallonien. Im Sommer 2011 nahm sie das Lied I Want You Back in einer gemeinsamen Fassung mit dem Black-Eyed-Peas-Sänger will.i.am auf. 2012 wurde das Album Letter to the Lord in Frankreich mit Platin ausgezeichnet. Bei den MTV Europe Music Awards 2012 erhielt sie eine Nominierung als bester französischer Act. Anfang 2013 veröffentlichte sie ihren Titel I Know in einer Duett-Version mit Mic Donet, einen Kandidaten aus der ersten Staffel von The Voice of Germany. Im Juli 2015 trat sie als Vorprogramm von Bob Dylan beim Stimmen-Festival in Lörrach auf.

## Diskografie

### Alben
- 2011: Letter to the Lord
- 2014: Faces
- 2020: The Dawn

### Singles
- 2011: I Know
- 2011: Watchin' Crap on TV
- 2012: Letter to the Lord
- 2013: I Know (mit Mic Donet)
- 2019: Black Sun